# Dykkermaske
|  | For alternative betydninger af Maske, se Maske (flertydig). |
En dykkermaske er en maske, der sidder foran øjne og næse og bruges ved dykning. Masken giver dykkeren bedre syn under vandet. Det menneskelige øje er bygget til at se i luft og ikke under vand. Det problem løses med masken, da dykkeren her ser igennem det lille luftrum, masken skaber foran øjnene.
Under vandet fremtræder objekter set gennem en dykkermaske som 33 % større og tættere på end over vand. Årsagen er vandets brydning af lyset.
Dykkermasken består af tre dele: En stykke glas, en gummi- eller silikonetætning og en rem til at holde masken på plads.